# Barnby
Barnby – wieś w Anglii, w hrabstwie Suffolk, w dystrykcie East Suffolk. Leży 55 km na północny wschód od miasta Ipswich i 160 km na północny wschód od Londynu. W 2001 miejscowość liczyła 490 mieszkańców.